# Оранж Кессіді
Джеймс Сіпперлі (нар. 4 травня 1984), більш відомий під псевдонімом Оранж Кессіді, — американський професійний рестлер і тренер з рестлінгу, який підписав контракт з All Elite Wrestling (AEW).
До підписання контракту з AEW він раніше виступав для промоушену Chikara як luchador enmascarado (професійний борець у масці), Вогняний Мураха. Вогняний мураха був частиною стайні Colony, яка один раз виграла Campeonatos de Parejas і двічі головний турнір Chikara King of Trios. Під час свого перебування в Чикарі він також з'являвся без маски як член фракції The Gentleman's Club разом з Чаком Тейлором і Дрю Гулаком і був тренером у школі Wrestle Factory промоушену. З 2004 по 2019 рік він також брав участь у незалежних змаганнях.

## Молодість і освіта
Джеймс Сіпперлі народився 4 травня 1984 року в районі Стюартсвілль міста Грінвіч, округ Воррен, штат Нью-Джерсі. Він закінчив у 2002 році Філліпсбурзьку середню школу. Через п'ять років він закінчив Технологічний інститут Нью-Джерсі зі ступенем бакалавра наук з архітектури.

## Професійна кар'єра рестлера

### Початок кар'єри (2004—2006)
Сіпперлі дебютував 13 березня 2004 року для рекламної акції Ground Breaking Wrestling (GBW) у Ганновері, штат Пенсільванія. Виконуючи рестлінг як «Джей Сі Райдер», він об'єднався з Денні Рейджем як New Jersey Independent All-Stars. Протягом 2004 року Райдер боровся переважно за GBW; він також виступав із Східним Альянсом Борців у Балтиморі, штат Меріленд, і з Альянсом Борців Долини у Вілкс-Баррі, Пенсільванія. У січні 2005 року Райдер і Рейдж перемогли Xtreme Pandemonium і виграли командний титули GBW. Вони утримували титули до травня 2005 року, потім програли CORE та Іану Кросу. Вони виграли титули вдруге в квітні 2006 року, перемігши Недоторканих, відпустивши їх назад до Недоторканних того ж грудня.

### Чикара (2005, 2012—2016)
Сіпперлі (в ролі Дж. Сі Райдера) дебютував у Пенсильванській рекламній акції Chikara в лютому 2005 року на Tag World Grand Prix. У березні та квітні 2005 року він і Денні Рейдж (як New Jersey Independent All-Stars) змагалися в серії командних матчів. У червні 2005 року він брав участь у відбірковому матчі на Кубок молодих левів Chikara, де програв Роршаху. Наступного року він почав виступати під маскою Вогняної Мурахи, лідера Колонії, і цю роль він продовжував зображати наступні тринадцять років.
У 2012 році Сіпперлі почав працювати без маски, використовуючи ринг-нейм Оранж Кессіді. Незважаючи на те, що він виступав під псевдонімом з 2007 року, ця версія персонажа була попередником його нинішнього вигляду в All Elite Wrestling (AEW). Того ж року Чак Тейлор створив The Gentlemen's Club, до якого увійшли Тейлор, Кессіді, Дрю Гулак і Болотяний Монстр. Кессіді дебютував на Live At Road To Ruin Fest, де його швидко переміг Грізлі Редвуд. Він повернувся через два роки на King of Trios, де Джентльменський клуб зазнав поразки від Submission Squad. Протягом 2015 року Gentlemen's Club було оголошено частиною турніру Challenge of the Immortals. Кессіді використовувався в командних матчах і матчах із шістьма рестлерами, оскільки стайня виграла шість очок, не пройшовши до фіналу. У 2016 році Тейлор був залучений у сюжетну лінію, коли він постійно змінював свій ринг-нейм після матчів, що було частиною більшої судової тяганини з новим власником імені «Чак Тейлор», Чаком Тейлором™ . Це досягло кульмінації на Aniversario: The Lost World у Глазго, де Тейлор (у ролі «Хауї Девітт») переміг Кессіді, якому допоміг Тейлор™. У King of Trios Кессіді та Гулак брали участь у командному матчі, усунувши The Closers і Team Sea Stars, перш ніж їх вибили Корнеліус Краммельс і Сонні Дефарж. У Судний день команда «Морські зірки» перемогла Кессіді та болотяного монстра, ознаменувавши останній раз, коли Сіпперлі з'явився в промоушені як Оранж Кессіді.

### All Elite Wrestling (2019–теперішній час)
25 травня 2019 року Кессіді дебютував у All Elite Wrestling (AEW) під час їхньої інавгураційної події Double or Nothing, де він пізно увійшов у Casino Battle Royale і зіткнувся з Томмі Дрімером, перш ніж Дрімер вигнав його. 12 серпня стало відомо, що Кессіді підписав контракт з AEW. 31 серпня на All Out Кессіді повернувся і приєднався до Найкращих друзів (Чак Тейлор і Трент), врятувавши їх від нападу Темного Ордену (Стю Грейсон і Злий Уно). Кессіді провів свій дебютний матч за AEW в епізоді Dynamite 30 жовтня, об'єднавшись із найкращими друзями для перемоги над QT Маршаллом, Алексом Рейнольдсом і Джоном Сільвером у командному поєдинку з шести рестлерів.
Кессіді почав своє перше суперництво в AEW з Паком у лютому 2020 року, після того, як Кессіді перервав Пака під час інтерв'ю. 29 лютого під час Revolution Кессіді зазнав поразки від Пака. Виступ Кессіді в матчі була оцінена критиками. 23 травня на Double or Nothing Кессіді брав участь у Casino Ladder Match, але матч виграв Браян Кейдж. Потім Кессіді почав ворожнечу з Крісом Джеріко і зазнав поразки від Джеріко під час другої ночі Fyter Fest 8 липня. Кессіді виграв матч-реванш в епізоді Dynamite 12 серпня, і Джеріко кинув виклик на матч Mimosa Mayhem для All Out, який Кессіді також виграв. У вересні та жовтні Кессіді боровся за титул чемпіона AEW TNT, але кожного разу зазнавав невдачі. 7 листопада на Full Gear Кессіді переміг Джона Сільвера.
У 2021 році Кессіді та найкращі друзі почали ворожнечу з Кіпом Сабіаном та Міро. 7 березня на Revolution Кессіді та Чак Тейлор зазнали поразки від Сабіана та Міро, але Кессіді та Тейлор перемогли команду в матчі Arcade Anarchy в епізоді Dynamite 31 березня. У травні Кессіді отримав можливість взяти участь у матчі за чемпіонство світу AEW. Він змагався за чемпіонство на Double or Nothing у тристоронньому матчі проти чемпіона Кенні Омеги та Пака, але Омега врешті-решт переміг. 5 вересня на All Out Кессіді був на боці переможців, оскільки «Кращі друзі» та «Експрес Юрського періоду» перемогли сімейний офіс Харді. Згодом на нього напав Бутчер, який повернувся, і ледве не поголив йому голову, перш ніж інші бебіфейс вийшли, щоб врятувати. Пізніше ввечері він супроводжував Кріса Статландера у її матчі проти Брітт Бейкер. Це було примітно місцем, де Кессіді зламав характер, щоб спонукати Статлендера побити рахунок і повернутися на ринг. У епізоді Dynamite 6 жовтня Кессіді взяв участь у матчі Casino Ladder із семи рестлерів для майбутнього тайтл-шоту на Чемпіонство світу AEW. У підсумку матч виграв Адам Пейдж. Потім Кессіді був включений до турніру AEW World Championship Eliminator Tournament і переміг Powerhouse Hobbs у першому раунді. Він мав зустрітися з Джоном Мокслі у півфіналі, але Мокслі було вилучено з турніру через те, що він перейшов на реабілітацію від алкоголізму. Мокслі замінив Міро, який переміг Кессіді.
У листопаді Кессіді та решта стайні Кращих друзів почали ворожнечу з Елітою, зокрема Кессіді з Адамом Коулом. 22 грудня в епізоді Dynamite Коул переміг Кессіді після втручання дебютуючого Кайла О'Райлі. 29 грудня в епізоді <i id="mwAQM">Dynamite</i> Кессіді та Найкращі друзі зазнали поразки від Коула та ReDRagon. 19 січня в епізоді Dynamite Коул і Бейкер перемогли Кессіді і Статлендера в командному матчі змішаних команд, а Коул здобув ще одну перемогу над Кессіді. 26 січня в епізоді <i id="mwAQs">Dynamite</i> Кессіді переміг Коула в несанкціонованому матчі Lights Out, в якому брали участь найкращі друзі, The Young Bucks, Боббі Фіш і дебютант Данхаузен. Кессіді пройшов би кваліфікацію для матчу з драбинами на «Face of the Revolution», перемігши Ентоні Боуенса, але не зміг би виграти матч на Revolution. Через декілька днів було повідомлено, що Кессіді отримав травму плеча під час матчу, через що він вибув із ладу на місяці.
Кессіді повернувся після травми в епізоді <i id="mwARw">Dynamite</i> 15 червня, де він перервав атаку Об'єднаної імперії на FTR і Roppongi Vice, зіткнувшись з лідером Віллом Оспреєм. Невдовзі між ними було призначено поєдинок на AEW x NJPW: Forbidden Door, на якому Оспрей став чемпіоном Сполучених Штатів у важкій вазі IWGP. На заході Оспрей переміг Кессіді. Оспрей та Aussie Open продовжували збивати Кессіді та Roppongi Vice після матчу, але їх зупинив і атакував Кацуйорі Шибата .

## Стиль і характер професійної боротьби

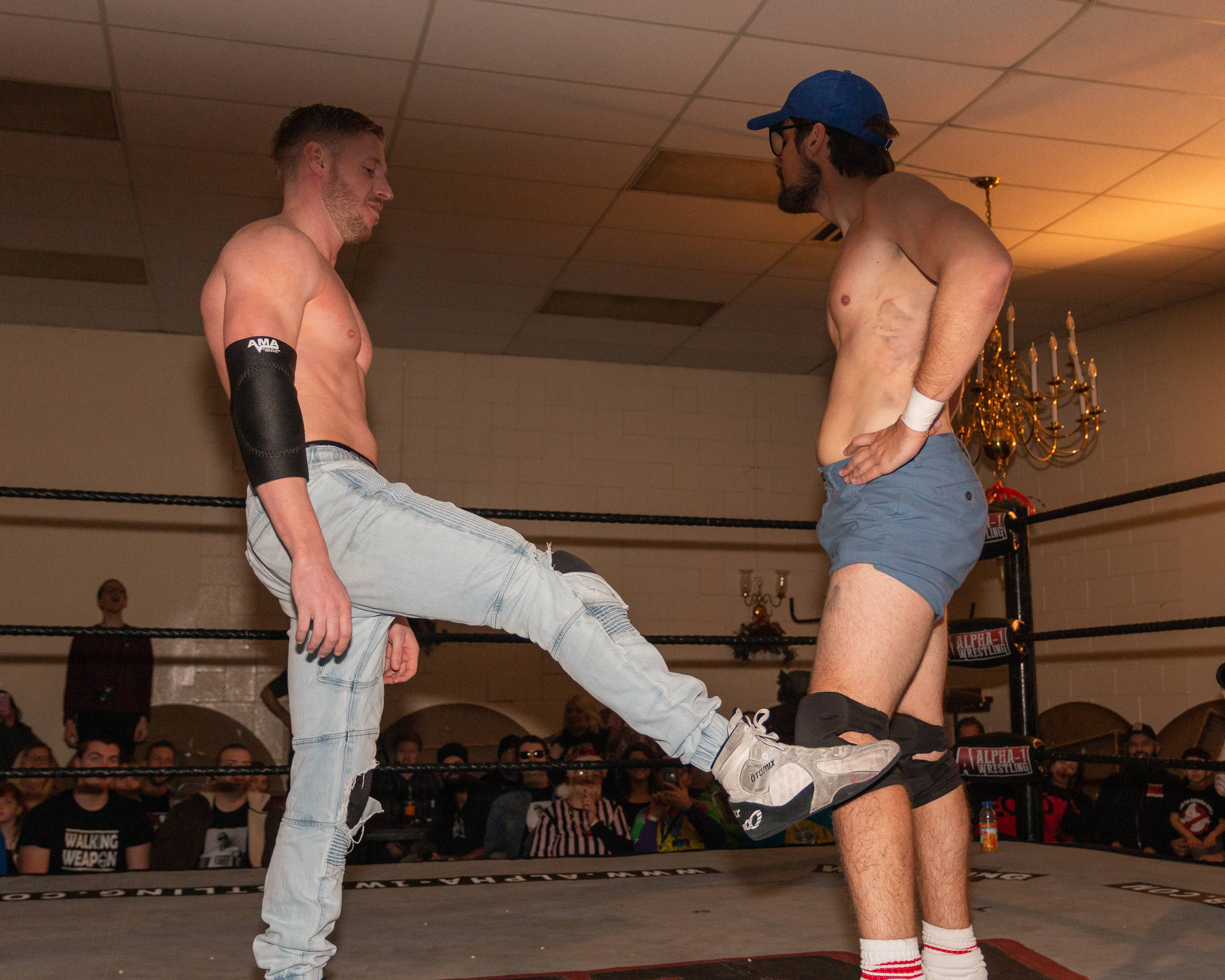
Оранж Кессіді б'є один зі своїх фірмових «Kicks of Doom»

Після боротьби протягом більше десяти років і взявши своє нинішнє ім'я приблизно в 2007 році, Сіпперлі гіммік «Оранж Кессіді» заснований на одній сцені в Wet Hot American Summer, в якій бере участь персонаж, якого зображує Пол Радд. Крім того, його вступною музикою на незалежному каналі (а пізніше в All Elite Wrestling) була «Jane» Jefferson Starship, яка була піснею, використаною у перших титрах вищезгаданого фільму. Його також порівнювали з безіменним персонажем, якого зобразив Раян Гослінг у фільмі "Драйв ". Сіпперлі заявив, що він створив гіммік, щоб вирізнити себе з-поміж інших рестлерів, кращих за нього,⁣ а також «середній палець для професійної боротьби». Він пояснив мотивацію свого героя так: «Якщо мені доведеться боротися, я буду боротися. [. . . ] Це як одна з тих речей, ти маєш роботу, ти добре в ній справляєшся, але ти знаєш, ти справді хочеш?»
Його зазвичай називають «Королем лінивого стилю» через його повільні рухи та безтурботні атаки. Одним із його характерних прийомів є дуже легкі удари по гомілках супротивника, які іноді називають «Уповільненим ударом» або «Приреченими ударами». Він також відомий своїми рекламними акціями, які не належать до секції, як-от перемога в дебатах із Крісом Джеріко, обговорюючи його майже розумні знання про зміну клімату замість рестлінгу.
Після його дебюту в All Elite Wrestling у 2019 році деякі письменники про рестлінг називають його «найпопулярнішим рестлерем у AEW». Засновник і співвласник AEW Тоні Хан сказав, що керівникам TNT подобається його персонаж. ESPN назвав його «зіркою чоловічого рестлінгу 2020 року».

## Чемпіонства та досягнення
- Alpha-1 Wrestling
  - A1 Zero Gravity чемпіон (1 раз)[81]
- Чикара

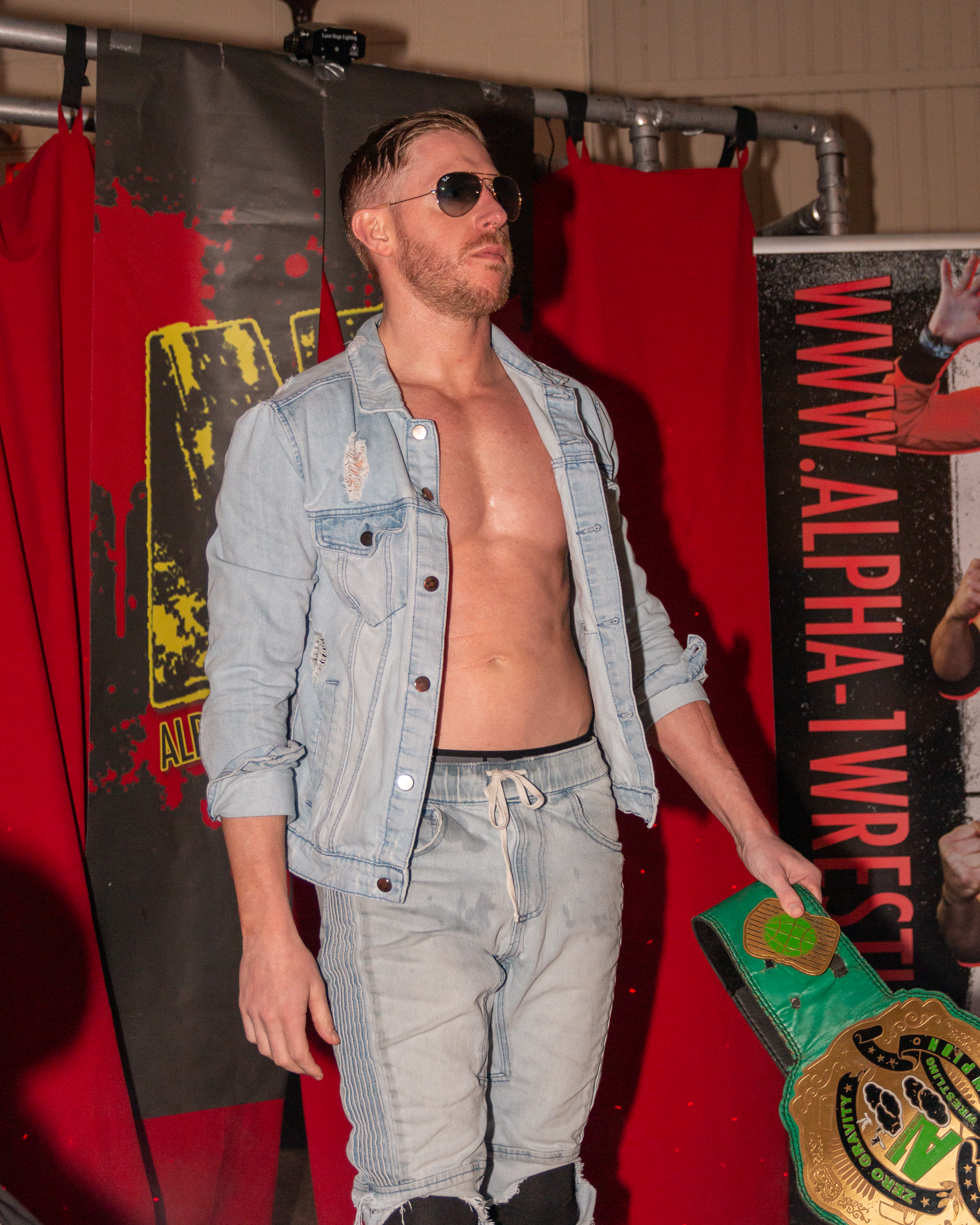
Кессіді з чемпіонським поясом A1 Zero Gravity

  - Командні чемпіони (1 раз) — з солдатом-мурахою[9][10][82]
  - Кубок молодих левів VI — (1 раз)[83][84]
  - King of Trios (2011, 2018) — із Зеленою мурахою та Мурахою-солдатом (1)[85] — із Зеленою мурахою (II) та Мурахою-злодієм (1)[86]
  - Командний світовий Гран-прі (2008) — з солдатом-мурахою[87]
- DDT Pro-Wrestling
  - Чемпіон Ironman у важкій вазі (1 раз)[88][89]
- Forza Lucha!
  - Чемпіон Кубка Forza Lucha (1 раз)[90]
  - Кубок Forza Lucha (2014)[91][92]
- Ground Breaking Wrestling
  - Командний чемпіон GBW (2 рази) — з Денні Рейджем[93]
- F1RST Wrestling
  - F1RST Wrestling Uptown VFW чемпіон (1 раз)[94]
- IndependentWrestling.Tv
  - Чемпіон Independent Wrestling (2 рази)[95][96]
- Pro Wrestling Illustrated
  - Найпопулярніший рестлер року (2020)[97]
  - Посідає 21 місце серед 500 найкращих одиночних рестлерів у PWI 500 у 2021 році[98]
- WrestleJam
  - Чемпіон WrestleJam (1 раз)[99]
- Інформаційний бюлетень Wrestling Observer
  - Найкращий гімм (2020)[100]

| Переможець (ставка)                    | Програв (ставка)             | Місцезнаходження               | Подія       | Дата           | Примітки |
| -------------------------------------- | ---------------------------- | ------------------------------ | ----------- | -------------- | -------- |
| Вогняна мураха і солдат-мураха (маски) | Чак Тейлор та Ікар (волосся) | Філадельфія, штат Пенсільванія | Ювілей Ян   | 24 травня 2009 | [ 101 ]  |
| Оранж Кессіді (волосся)                | Джек Еванс (волосся)         | Рочестер, Нью-Йорк             | AEW Rampage | 1 жовтня 2021  | [ 102 ]  |